# Mitsuru Numai
Mitsuru Numai is een fictief persoon uit de film Battle Royale. Hij werd gespeeld door acteur Yousuke Shibata.

## Voor Battle Royale
Mitsuru was een leerling van de fictieve Shiroiwa Junior High School. Hij was een pestkop en had ervaring met pistolen. Hij was niet erg slim.

## Battle Royale
Mitsuru kreeg op school een revolver en ging met zijn gang naar de kust aan het zuiden van het eiland. Toen Kazuo Kiriyama aankwam, hielden ze hem onder schot, maar Kazuo wist een geweer te bemachtigen en schoot iedereen dood. Mitsuru stierf als achtste.